# 博雷达
博雷达，是西班牙加泰罗尼亚巴塞罗那省的一个市镇。总面积44平方公里，总人口499人（2001年），人口密度11人/平方公里。